# Argus (schip, 1977)

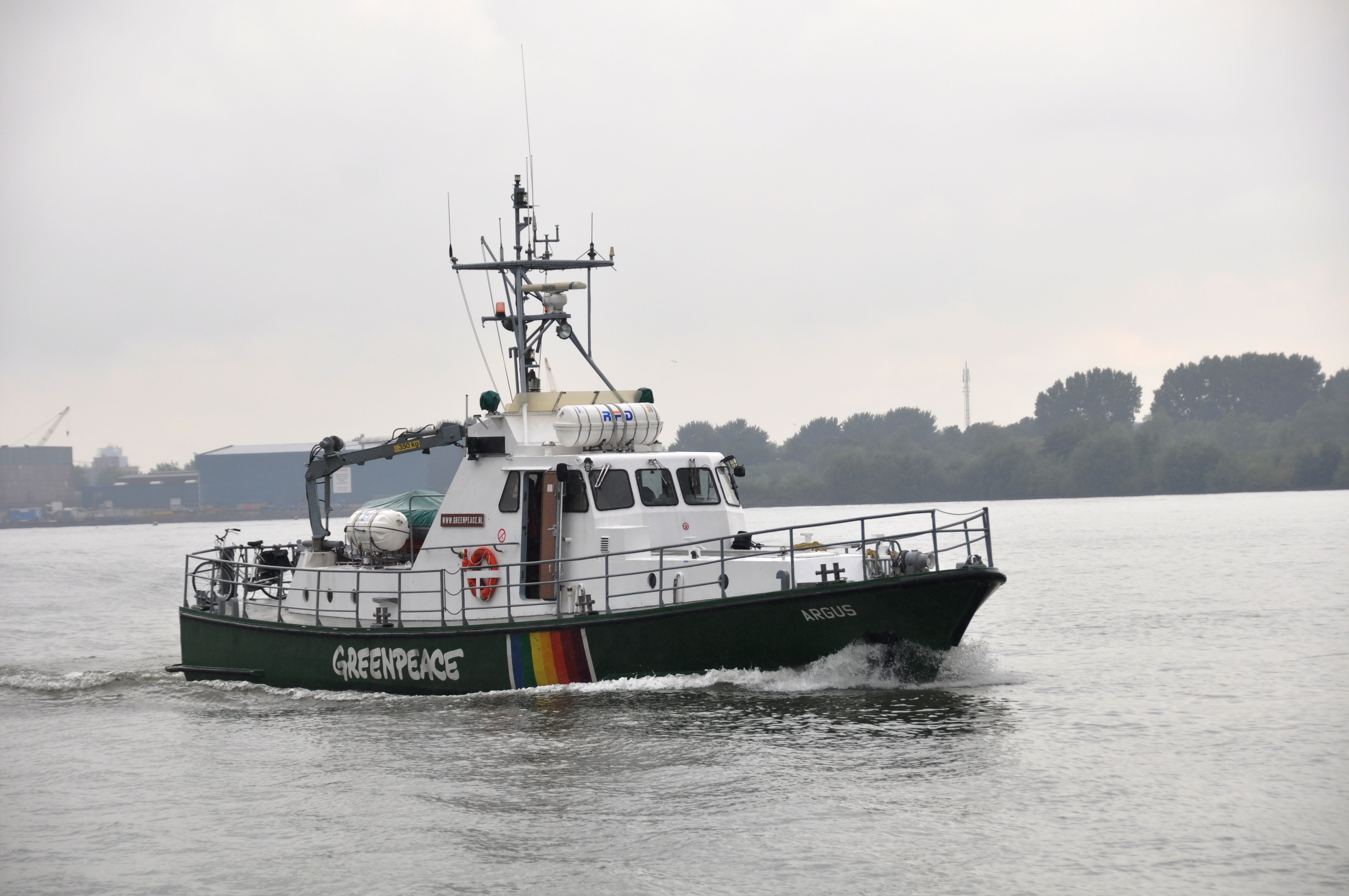
De Argus op de Nieuwe Maas.

De Argus is een Nederlands schip van de milieu-organisatie Greenpeace.
Sinds mei 2000 gebruikt Greenpeace de Argus. Dit schip is het kleinste motorschip uit de Greenpeace-vloot. Het schip is heel licht, zuinig met brandstof en zo geschikt voor acties in de havens van Rotterdam en langs de Noordzeekust.
De thuishaven van de kleine onderzoeksboot is de Leuvehaven in Rotterdam. In het najaar van 2002 was de Argus een belangrijk centrum voor de actie tegen de olietanker Byzantio. Dat is een van de vele olietankers die te gammel en te onveilig is om met olie over zee te varen. Om onderzoek te doen naar illegaal gekapt hout in Nederland, bezocht het schip in 2003 verschillende havens. In de zomer van 2004 voer de Argus een paar weken langs de kust. Greenpeace-actievoerders gingen met rubberboten naar het strand, om mensen daar te vertellen over de problemen met de Noordzee.
De naam Argus komt uit de Griekse mythologie. Argus was een reus met ogen over zijn hele lichaam. Zo kon hij alles goed in de gaten houden en was hij dus heel waakzaam.